# Жук, Виталий Михайлович
Виталий Михайлович Жук (бел. Віталь Міхайлавіч Жук; род. 10 сентября 1996, Рожанка, Гродненская область) — белорусский легкоатлет, специалист по многоборьям. Мастер спорта международного класса. Выступает за сборную Белоруссии по лёгкой атлетике с 2015 года, бронзовый призёр чемпионата Европы, победитель командного чемпионата Европы в личном зачёте, победитель и призёр первенств национального значения, участник чемпионата мира в Дохе.

## Биография
Виталий Жук родился 10 сентября 1996 года в деревне Рожанка Щучинского района Гродненской области.
Занимался лёгкой атлетикой в Щучине в местной детско-юношеской спортивной школе, позже тренировался в Гродненском областном комплексном центре спортивной подготовки под руководством тренера Н. Н. Кота. Представлял Министерство спорта и туризма Республики Беларусь.
Впервые заявил о себе в лёгкой атлетике на международном уровне в сезоне 2015 года, когда вошёл в состав белорусской национальной сборной и выступил на юниорском европейском первенстве в Эскильстуне, где в программе десятиборья стал восьмым.
В 2017 году показал четвёртый результат на молодёжном европейском первенстве в Быдгоще. На командном чемпионате Европы по легкоатлетическим многоборьям в Таллине был восьмым и пятым в личном и командном зачётах соответственно.
В 2018 году на чемпионате Европы в Берлине с личным рекордом в 8290 очков завоевал бронзовую медаль в десятиборье, уступив только немцу Артуру Абеле и россиянину Илье Шкуренёву.
В 2019 году на чемпионате Европы в помещении в Глазго занял восьмое место в семиборье. Позже на командном чемпионате Европы в Луцке одержал победу в личном зачёте и помог своим соотечественникам получить серебряные медали командного зачёта. Благодаря череде удачных выступлений удостоился права защищать честь страны на чемпионате мира в Дохе — набрал в сумме всех дисциплин десятиборья 8058 очков, расположившись в итоговом протоколе соревнований на 13-й строке.
Женат на известной белорусской прыгунье с шестом Ирине Жук (Яколцевич).